# Uroleucon nodulum
Uroleucon nodulum är en insektsart som först beskrevs av Richards 1972.  Uroleucon nodulum ingår i släktet Uroleucon och familjen långrörsbladlöss. Inga underarter finns listade i Catalogue of Life.